# Kelly Clarková
Kelly Clarková (* 26. července 1983, Newport, Rhode Island, USA) je bývalá americká snowboardistka.
Je držitelkou tří olympijských medailí. Na hrách v Salt Lake City roku 2002 vyhrála závod na U-rampě. Na olympiádě ve Vancouveru roku 2010 přidala ve stejné disciplíně bronz a svou olympijskou sbírku zkompletovala na hrách v Soči roku 2014 dalším třetím místem. Pyšní se též sedmi zlatými medailemi z X Games. 25. ledna 2019 oznámila konec závodní kariéry. Je silně věřící křesťankou. Na jejím snowboardu byla vždy nálepka s nápisem: „Ježíši, nemohu skrýt svou lásku.“ Na olympiádě v Pchjongčchangu roku 2018 ovšem musela tento nápis ze svého náčiní na příkaz Mezinárodního olympijského výboru odstranit.